# Regio Songfestival
Het Regio Songfestival is een jaarlijkse Nederlandse presentatie en competitie van liedjes, gebaseerd op het Eurovisiesongfestival. De show wordt georganiseerd door de dertien regionale omroepen van Nederland. Deze omroepen zenden het festival uit op hun regionale kanalen. Verder is het festival op het internet te volgen. Aan het songfestival nemen alle 12 provincies van Nederland deel, met uitzondering van Zuid-Holland dat wordt opgedeeld in de regio's Zuid-Holland-Zuid dat deelneemt onder omroep Rijnmond en Zuid-Holland-Noord dat meedoet onder Omroep West. Als gevolg hiervan zijn er 13 deelnemers.

## Geschiedenis

### Het Nederlandse Songfestival 95
In 1995 mocht Nederland niet deelnemen aan het Eurovisiesongfestival. Daarom besloot de NOS om samen met de dertien regionale omroepen een eigen festival te creëren als tegenhanger; Het Nederlandse Songfestival. De editie 1995 werd gewonnen door Wia Buze, die namens Groningen aantrad. De intentie was om het festival jaarlijks te laten terugkeren, maar het is sindsdien niet meer georganiseerd.

### Eerste festival
In mei 2023 werd het Regio Songfestival aangekondigd en zodoende konden de regionale omroepen de zoektocht naar een geschikte artiest beginnen. De eerste finale vond plaats op 4 november en werd geopend door Melissa Pander van Friesland. Na een spannende puntentelling werd het lied 't Letste rundje van Emmy Ackermans, die namens Limburg aantrad, uitgeroepen tot winnaar van het festival.

### Volgende edities
In de daaropvolgende editie werd Emma Luca van Gelderland gekroond tot winnares, nadat ze van de vakjury's de meeste punten had gekregen en bij het publiek als tweede was geëindigd. Overijssel en Noord-Brabant eindigden opnieuw op het podium, weliswaar op de andere plaats dan tijdens de eerste editie.
De derde editie zal zodoende georganiseerd worden in Gelderland.

## Jury
De winnaar van het festival wordt bepaald door het geven van punten door iedere deelnemende regio aan de andere twaalf liedjes aangevuld met de punten van het publiek. Per regio moet een vakjury gevormd worden van minstens drie personen. Het publiek kan op ouderwetse wijze via sms stemmen uitbrengen en dit voor eender welke regio. De puntentelling werkt op dezelfde manier als bij het Eurovisiesongfestival. Eerst worden de punten van de vakjury bekendgemaakt en daarna die van het publiek.
De punten van de dertien jury's tellen voor twee derde mee, terwijl de publieksstemmen voor één derde meetellen.

## Organisatie
Net als bij het Eurovisiesongfestival wordt het festival georganiseerd door de regio die het jaar voordien won. Voor de eerste editie werd de provincie Utrecht gekozen als gastheer omdat deze provincie centraal in Nederland ligt.
De organiserende regio krijgt hierbij hulp van de overige twaalf deelnemende omroepen om zo samen het regio songfestival te laten plaatsvinden.

## Edities
| Jaar | Winnende regio | Artiest        | Lied             | Datum           | Locatie                     | Plaats     |
| ---- | -------------- | -------------- | ---------------- | --------------- | --------------------------- | ---------- |
| 2023 | Limburg        | Emmy Ackermans | 't Letste rundje | 4 november 2023 | Stadsschouwburg             | Utrecht    |
| 2024 | Gelderland     | Emma Luca      | Illusie          | 9 november 2024 | Theater aan het Vrijthof    | Maastricht |
| 2025 |                |                |                  | 1 november 2025 | Musis Sacrum & Stadstheater | Arnhem     |

## Toptiennoteringen
Hieronder volgt een lijst van toptiennoteringen van alle deelnemende regio's.
| Nr. | Regio         | 1ste | 2de | 3de | 4de | 5de | 6de | 7de | 8ste | 9de | 10de | Totaal |
| --- | ------------- | ---- | --- | --- | --- | --- | --- | --- | ---- | --- | ---- | ------ |
| 1   | Limburg       | 1    | -   | -   | -   | -   | -   | -   | -    | -   | 1    | 2      |
| 2   | Gelderland    | 1    | -   | -   | -   | -   | -   | -   | -    | -   | -    | 1      |
| 3   | Noord-Brabant | -    | 1   | 1   | -   | -   | -   | -   | -    | -   | -    | 2      |
| 3   | Overijssel    | -    | 1   | 1   | -   | -   | -   | -   | -    | -   | -    | 2      |
| 5   | Groningen     | -    | -   | -   | 1   | 1   | -   | -   | -    | -   | -    | 2      |
| 6   | Noord-Holland | -    | -   | -   | 1   | -   | -   | -   | -    | -   | 1    | 2      |
| 7   | Friesland     | -    | -   | -   | -   | 1   | 1   | -   | -    | -   | -    | 2      |
| 8   | Rijnmond      | -    | -   | -   | -   | -   | 1   | -   | -    | -   | -    | 1      |
| 9   | Utrecht       | -    | -   | -   | -   | -   | -   | 1   | -    | -   | -    | 1      |
| 9   | West          | -    | -   | -   | -   | -   | -   | 1   | -    | -   | -    | 1      |
| 11  | Drenthe       | -    | -   | -   | -   | -   | -   | -   | 2    | -   | -    | 2      |
| 12  | Flevoland     | -    | -   | -   | -   | -   | -   | -   | -    | 1   | -    | 1      |
| 12  | Zeeland       | -    | -   | -   | -   | -   | -   | -   | -    | 1   | -    | 1      |